# Copa Espírito Santo
La Copa Espírito Santo es una copa organizada por la Federação de Futebol do Estado do Espírito Santo (FES) creada en 2003. El campeón garantiza una plaza en la Copa Verde y en el Campeonato Brasileño de Serie D del año siguiente.

## Palmarés[2]
| Año  | Campeón                                       | Subcampeón                                    |
| ---- | --------------------------------------------- | --------------------------------------------- |
| 2003 | Estrela do Norte                              | Rio Branco                                    |
| 2004 | Estrela do Norte                              | Rio Branco                                    |
| 2005 | Estrela do Norte                              | Jaguaré                                       |
| 2006 | Vilavelhense                                  | Estrela do Norte                              |
| 2007 | Jaguaré                                       | Vilavelhense                                  |
| 2008 | Desportiva Ferroviária                        | Rio Branco                                    |
| 2009 | Vitória                                       | Rio Branco                                    |
| 2010 | Vitória                                       | Real Noroeste                                 |
| 2011 | Real Noroeste                                 | Desportiva Ferroviária                        |
| 2012 | Desportiva Ferroviária                        | Rio Branco                                    |
| 2013 | Real Noroeste                                 | Cachoeiro                                     |
| 2014 | Real Noroeste                                 | Atlético Itapemirim                           |
| 2015 | Espírito Santo                                | Real Noroeste                                 |
| 2016 | Rio Branco                                    | Espírito Santo                                |
| 2017 | Atlético Itapemirim                           | Espírito Santo                                |
| 2018 | Vitória                                       | Atlético Itapemirim                           |
| 2019 | Real Noroeste                                 | Vitória                                       |
| 2020 | No realizada debido a la pandemia de COVID-19 | No realizada debido a la pandemia de COVID-19 |
| 2021 | Nova Venécia                                  | Aster                                         |
| 2022 | Vitória                                       | Rio Branco                                    |

## Títulos por equipo
| Equipo                 | Campeón                    | Subcampeón                             |
| ---------------------- | -------------------------- | -------------------------------------- |
| Real Noroeste          | 4 (2011, 2013, 2014, 2019) | 2 (2010, 2015)                         |
| Vitória                | 4 (2009, 2010, 2018, 2022) | 1 (2019)                               |
| Estrela do Norte       | 3 (2003, 2004, 2005)       | 1 (2006)                               |
| Desportiva Ferroviária | 2 (2008, 2012)             | 1 (2011)                               |
| Rio Branco             | 1 (2016)                   | 6 (2003, 2004, 2008, 2009, 2012, 2022) |
| Espírito Santo         | 1 (2015)                   | 2 (2016, 2017)                         |
| Atlético Itapemirim    | 1 (2017)                   | 2 (2014, 2018)                         |
| Jaguaré                | 1 (2007)                   | 1 (2005)                               |
| Vilavelhense           | 1 (2006)                   | 1 (2007)                               |
| Nova Venécia           | 1 (2021)                   |                                        |
| Cachoeiro              |                            | 1 (2013)                               |
| Aster                  |                            | 1 (2021)                               |